# ライアン・アーチディアコノ
ライアン・カラン・アーチディアコノ（Ryan Curran Arcidiacono, 1994年3月26日 - )は、アメリカ合衆国ペンシルベニア州フィラデルフィア出身のプロバスケットボール選手。ポジションはポイントガードまたはシューティングガード。

## 来歴

### カレッジ
ビラノバ大学時代は、ピュアシューターとして活躍。最終学年の2016年に、レギュラーシーズンの活躍でシニアクラス賞を受賞し、ビッグイースト・カンファレンスの2ndチームに選出された。NCAAトーナメント決勝でゲームを決定付けるクリス・ジェンキンスへのアシストを決めて優勝に貢献し、ファイナル最注目選手に選ばれた。

### NBA

#### シカゴ・ブルズ
2016年のNBAドラフトでは指名を得られなかったが、2016年6月24日、サンアントニオ・スパーズと2年契約を結んだものの、開幕ロースターに残れず、10月22日に解雇。解雇から一週間後の29日に傘下のオースティン・スパーズに送られ、NBA入りを目指すことになった。
2017年夏のNBAサマーリーグにシカゴ・ブルズの一員として参加。7月5日、イタリア・セリエAのユーヴェカセルタ・バスケットとの契約に合意したことが報じられたが、24日にブルズとツーウェイ契約で合意し、開幕ロースター入りを目指すことになった。

#### メイン・セルティックス
2021年9月28日、ボストン・セルティックスと契約したが、10月6日に契約解除され、10月23日にメイン・セルティックスにアサインされた。

#### ニューヨーク・ニックス
2022年2月13日にニューヨーク・ニックスとの契約に合意した。
9月17日にニックスとの再契約に合意した。

#### ポートランド・トレイルブレイザーズ
2023年2月9日にジョシュ・ハートとのトレードでスビ・ミハイリュク、キャム・レディッシュ、2023年のプロテクト付きドラフト1巡目指名権とのトレードでポートランド・トレイルブレイザーズへ移籍した。
4月1日にブレイザーズから解雇された。

#### ニックス復帰
9月15日に古巣であるニューヨーク・ニックスとの契約に合意した。
このシーズン、アーチディアコノは20試合に出場したが0得点に留まり、無得点による連続試合数のNBA記録を更新した。
2024年2月8日にボヤン・ボグダノビッチ、アレック・バークスとのトレードでマラカイ・フリン、エバン・フォーニエ、クエンティン・グライムズ、将来のドラフト2巡目指名権とのトレードでデトロイト・ピストンズへ移籍したが、2日後にピストンズから解雇された。

#### ウィンディシティ・ブルズ
2月23日にNBAGリーグのウィンディシティ・ブルズとの契約に合意した。

#### トラーパニ・シャーク
2025年7月8日、LBAとBCLに所属するトラーパニ・シャークへの加入が発表された。

## 個人成績

### NBA

#### レギュラーシーズン
| シーズン | チーム | GP  | GS | MPG  | FG%  | 3P%  | FT%  | RPG | APG | SPG | BPG | PPG |
| -------- | ------ | --- | -- | ---- | ---- | ---- | ---- | --- | --- | --- | --- | --- |
| 2017–18  | CHI    | 24  | 0  | 12.7 | .415 | .290 | .833 | 1.0 | 1.5 | .5  | .0  | 2.0 |
| 2018–19  | CHI    | 81  | 32 | 24.2 | .447 | .373 | .873 | 2.7 | 3.3 | .8  | .0  | 6.7 |
| 2019–20  | CHI    | 58  | 4  | 16.0 | .409 | .391 | .711 | 1.9 | 1.7 | .5  | .1  | 4.5 |
| 2020–21  | CHI    | 44  | 0  | 10.2 | .419 | .373 | .650 | 1.5 | 1.3 | .2  | .0  | 3.1 |
| 2021–22  | NYK    | 10  | 0  | 7.6  | .500 | .444 | ---  | .8  | .4  | .1  | .0  | 1.6 |
| 2022–23  | NYK    | 11  | 0  | 2.4  | .200 | .333 | ---  | .4  | .2  | .2  | .0  | .3  |
| 2022–23  | POR    | 9   | 4  | 16.2 | .250 | .350 | ---  | 1.2 | 2.3 | .3  | .0  | 2.6 |
| 2023–24  | NYK    | 20  | 0  | 2.3  | .000 | .000 | ---  | .4  | .2  | .1  | .0  | .0  |
| 通算     | 通算   | 257 | 40 | 15.3 | .421 | .369 | .807 | 1.8 | 1.9 | .5  | .0  | 4.0 |

### カレッジ
| シーズン | チーム   | GP  | GS  | MPG  | FG%  | 3P%  | FT%  | RPG | APG | SPG | BPG | PPG  |
| -------- | -------- | --- | --- | ---- | ---- | ---- | ---- | --- | --- | --- | --- | ---- |
| 2012–13  | ビラノバ | 34  | 34  | 34.1 | .380 | .327 | .824 | 2.1 | 3.5 | 1.1 | .0  | 11.9 |
| 2013–14  | ビラノバ | 34  | 33  | 31.1 | .395 | .345 | .703 | 2.4 | 3.5 | 1.1 | .0  | 9.9  |
| 2014–15  | ビラノバ | 36  | 36  | 30.4 | .394 | .372 | .813 | 1.7 | 3.6 | 1.1 | .1  | 10.1 |
| 2015–16  | ビラノバ | 40  | 40  | 32.1 | .500 | .394 | .836 | 2.9 | 4.2 | 1.1 | .0  | 12.5 |
| 通算     | 通算     | 144 | 143 | 31.9 | .397 | .358 | .800 | 2.3 | 3.7 | 1.1 | .0  | 11.1 |